# Rui Bento
Rui Bento, właśc. Rui Fernando da Silva Calapez Pereira Bento (ur. 14 stycznia 1972 w Silves) – portugalski piłkarz grający na pozycji środkowego obrońcy. W swojej karierze rozegrał 6 meczów w reprezentacji Portugalii.

## Kariera klubowa
Swoją karierę piłkarską Rui Bento rozpoczął w klubie Silves. Następnie podjął treningi w Benfice. 29 września 1991 zadebiutował w pierwszej lidze portugalskiej w wygranym 3:1 wyjazdowym meczu z SCU Torreense. W Benfice grał do lata 1992.
Latem 1992 roku Rui Bento przeszedł do Boavisty z Porto. W Boaviście swój debiut zanotował 22 sierpnia 1992 w wygranym 1:0 domowym meczu z CF Os Belenenses. W sezonie 1996/1997 zdobył z Boavistą Puchar Portugalii. Z kolei w sezonie 2000/2001 wywalczył z nią pierwsze w historii klubu mistrzostwo kraju.
Latem 2001 roku Rui Bento został zawodnikiem Sportingu CP. Swój debiut w nim zaliczył 12 sierpnia 2001 w zwycięskim 1:0 domowym spotkaniu z FC Porto. W sezonie 2001/2002 został ze Sportingiem mistrzem kraju. Zawodnikiem Sportingu był przez trzy sezony. W sezonie 2004/2005 grał w Académico de Viseu, w którym zakończył swoją karierę.
| Sezon   | Klub               | Kraj       | Rozgrywki     | Mecze | Bramki |
| ------- | ------------------ | ---------- | ------------- | ----- | ------ |
| 1990/91 | SL Benfica         | Portugalia | Primeira Liga | 0     | 0      |
| 1991/92 | SL Benfica         | Portugalia | Primeira Liga | 24    | 0      |
| 1992/93 | Boavista FC        | Portugalia | Primeira Liga | 32    | 0      |
| 1993/94 | Boavista FC        | Portugalia | Primeira Liga | 32    | 0      |
| 1994/95 | Boavista FC        | Portugalia | Primeira Liga | 32    | 0      |
| 1995/96 | Boavista FC        | Portugalia | Primeira Liga | 25    | 1      |
| 1996/97 | Boavista FC        | Portugalia | Primeira Liga | 15    | 1      |
| 1997/98 | Boavista FC        | Portugalia | Primeira Liga | 15    | 0      |
| 1998/99 | Boavista FC        | Portugalia | Primeira Liga | 32    | 1      |
| 1999/00 | Boavista FC        | Portugalia | Primeira Liga | 31    | 1      |
| 2000/01 | Boavista FC        | Portugalia | Primeira Liga | 29    | 0      |
| 2001/02 | Sporting CP        | Portugalia | Primeira Liga | 25    | 1      |
| 2002/03 | Sporting CP        | Portugalia | Primeira Liga | 28    | 1      |
| 2003/04 | Sporting CP        | Portugalia | Primeira Liga | 2     | 0      |
| 2004/05 | Académico de Viseu | Portugalia | III. liga     | ?     | ?      |

## Kariera reprezentacyjna
W reprezentacji Portugalii Rui Bento zadebiutował 20 listopada 1991 roku w wygranym 1:0 meczu eliminacji do Euro 92 z Grecją, rozegranym w Lizbonie. W 1996 roku zagrał na Igrzyskach Olimpijskich w Atlancie, na których zajął z Portugalią 4. miejsce. Od 1991 do 2001 roku rozegrał w kadrze narodowej 6 meczów.
W swojej karierze Rui Bento grał także w reprezentacjach młodzieżowych. W 1991 roku wywalczył z kadrą U-20 mistrzostwo świata. W 1994 roku zagrał z kadrą U-21 na Mistrzostwach Europy, na których Portugalia zajęła 2. miejsce.
| Mecze i gole w reprezentacji | Mecze i gole w reprezentacji | Mecze i gole w reprezentacji | Mecze i gole w reprezentacji | Mecze i gole w reprezentacji | Mecze i gole w reprezentacji | Mecze i gole w reprezentacji |
| #                            | Data                         | Stadion                      | Rywal                        | Wynik                        | Gol                          | Rozgrywki                    |
| 1991                         | 1991                         | 1991                         | 1991                         | 1991                         | 1991                         | 1991                         |
| ---------------------------- | ---------------------------- | ---------------------------- | ---------------------------- | ---------------------------- | ---------------------------- | ---------------------------- |
| 1.                           | 20.11.1991                   | Lizbona, Portugalia          | Grecja                       | 1:0                          | 0                            | el. ME 1992                  |
| 1992                         |                              |                              |                              |                              |                              |                              |
| 2.                           | 15.01.1992                   | Torres Novas, Portugalia     | Hiszpania                    | 0:0                          | 0                            | towarzyski                   |
| 1995                         |                              |                              |                              |                              |                              |                              |
| 3.                           | 26.01.1995                   | Toronto, Kanada              | Kanada                       | 1:1                          | 0                            | Skydome Cup 1995             |
| 4.                           | 29.01.1995                   | Toronto, Kanada              | Dania                        | 1:0                          | 0                            | Skydome Cup 1995             |
| 1999                         |                              |                              |                              |                              |                              |                              |
| 5.                           | 08.09.1999                   | Bukareszt, Rumunia           | Rumunia                      | 1:1                          | 0                            | el. ME 2000                  |
| 2000                         |                              |                              |                              |                              |                              |                              |
| 6.                           | 25.04.2001                   | Saint-Denis, Francja         | Francja                      | 0:4                          | 0                            | towarzyski                   |

## Kariera trenerska
Po zakończeniu kariery piłkarskiej Rui Bento został trenerem. Prowadził: Académico de Viseu, FC Barreirense, FC Penafiel, Boavistę, reprezentację Portugalii U-17 i SC Beira-Mar